# Mușătești (gmina)
Mușătești – gmina w Rumunii, w okręgu Ardżesz. Obejmuje miejscowości Bolovănești, Costești-Vâlsan, Mușătești, Prosia, Robaia, Stroești, Valea Faurului, Valea lui Maș, Valea Muscelului i Vâlsănești. W 2011 roku liczyła 3870 mieszkańców.